# Wolf’s Rain
Wolf’s Rain (jap. ウルフズ・レイン, Urufuzu Rein) ist eine 26-teilige Anime-Fernsehserie, die zum ersten Mal am 6. Januar 2003 ausgestrahlt wurde. Die Geschichte stammt aus der Feder von Keiko Nobumoto, die später einen Manga zu Wolf’s Rain veröffentlichte. Die Musik zu Wolf’s Rain wurde von Yōko Kanno komponiert. Es folgte eine vierteilige Original Video Animation.

## Handlung
Wolf’s Rain spielt in einer fiktiven Welt, vergleichbar einer post-apokalyptischen und dystopischen Zukunft, in der ein großer Teil ökologisch zerstört ist und viele Menschen in Armut leben. Es wird von einer Legende erzählt, nach der die Wölfe den Weg ins Paradies kennen und jeden vor dem Ende der Welt dorthin führten. Diese Legende wird jedoch von vielen nicht ernst genommen, da Wölfe bereits seit 200 Jahren als ausgestorben gelten. In Wirklichkeit haben sich die jedoch ebenfalls weiterentwickelt und besitzen durchaus menschliche Eigenschaften und haben ihre Tarnkünste perfektioniert, sodass sie von normalen Menschen nicht zu unterscheiden sind. Zugleich haben sie die typischen Fähigkeiten eines Wolfs behalten und verfügen entsprechend über große Agilität, scharfe Sinneswahrnehmung und ihre natürlichen Waffen. Die menschliche Darstellung ist dabei nicht mit einer Werwolf-Verwandlung vergleichbar, sondern ein geistiger Trick, der ihnen nur eine andere wahrgenommene Erscheinung verleiht.
Der Wolf Kiba ist von der Existenz des Paradieses überzeugt und gelangt auf seiner Suche danach in eine Stadt, in der die Wölfe Tsume, Hige und Toboe in ihrer Not ein Leben als Diebe führen. Typisch für Wölfe kommt es direkt zu einem Revierkampf zwischen Tsume und Kiba, an dessen Ende der geschwächte Kiba von dem Jäger Quent angeschossen und eingesperrt wird. Quent ist dabei einer der wenigen Menschen, die von der Existenz der Wölfe überzeugt sind, unwissend aber selbst die Halbwölfin Blue als Jagdhund adoptierte. Aus dem Gefängnis kann Kiba durch die Hilfe von Hige entfliehen und es gelingt ihm, Hige von seinem Plan, der Suche nach dem Paradies, zu überzeugen. Letztlich kommen alle vier Wölfe zusammen und begeben sich gemeinsam auf die Reise. Auf ihrer Reise wächst die Truppe immer weiter zusammen und es gelingt ihnen, die Blumenjungfrau Cheza zu finden, welche der Schlüssel zum Paradies sein soll. Zugleich werden sie sowohl von Quent, dem Noblen Darcia und Jaguara, sowie von Hubb und seiner ehemaligen Frau und Wissenschaftlerin Cher verfolgt. Nach geraumer Zeit schließt sich auch Blue dem Rudel an. Während die Welt um sie herum immer mehr verfällt und sich dem Ende nähert, verlieren zum Schluss alle  ihr Leben. Das Paradies öffnet sich, doch das Böse bleibt durch Darcias Wolfsauge erhalten. Alle Charaktere werden wiedergeboren um, wie Cheza versprochen hat, dieses Mal das wahre Paradies zu finden.

## Charaktere

### Hauptcharaktere
Die Geschichte dreht sich hauptsächlich um die Wölfe Kiba, Tsume, Hige, Toboe und Blue als auch um die „Blumenjungfrau“ Cheza, die die Wölfe ins Paradies führen soll.
Kiba (キバ (牙), dt. „Fangzahn“)
- Der Anführer des Rudels. Kiba folgt seinen Instinkten. Er kann die Anwesenheit des Blumenmädchens spüren und begibt sich auf die Suche nach ihr, die eine besondere Verbindung zu ihm zu haben scheint. Er ist Menschen gegenüber misstrauisch und anfänglich lehnt er es sogar in Städten ab, eine menschliche Form anzunehmen. Nachdem er Cheza getroffen hat, versucht er alles, um sie zu beschützen und mit ihrer Hilfe ins Paradies zu gelangen, was nur Wölfen zugängig ist. Er ist ein großer, schneeweißer Wolf.

Tsume (ツメ (爪), dt. „Klaue“)
- Tsume ist ein grauer Wolf, der zu Beginn eine menschliche Straßenbande anführt. Er verlässt sich nur auf sich selbst. Anfänglich glaubt er nicht ans Paradies und folgt den anderen nur wegen des Instinktes sie zu beschützen und Teil eines Rudels zu bleiben. Kennzeichnend für ihn ist die kreuzförmige Narbe, die er als Wolf wie als Mensch auf der Brust trägt. Diese Narbe basiert auf seiner schwierigen Vergangenheit. Insgeheim ist Tsume neidisch auf Toboe, da er ein Zuhause hatte und Menschen, die ihn liebten.

Hige (ヒゲ (髯), dt. „Schnurrhaar“)
- Hige scheint am besten zu wissen, wie man unter Menschen überlebt. Er trägt ein Halsband, hinter dem ein dunkles Geheimnis steckt. Wenn er nicht gerade an seinen Magen denkt, benutzt er seine Sinne mehr als der Rest. Hige schaut auch gerne mal nach hübschen Frauen. Kiba steht ihm am nächsten (was auch daran liegen kann, dass er ihn von allen Anderen als erster kennengelernt hat) und er verspricht, dass er mit ihm kommt. Später verliebt er sich in Blue. Wenn sie nicht da ist, ist er nicht gut ansprechbar, genauso wie auf ihren „Alten Herrn“, da er fürchtet, dass sie diesen mehr mag als ihn.

Toboe (トオボエ (遠吠え), dt. „Heulen“)
- Toboe ist etwas jünger als der Rest der Truppe. Er wuchs in der Stadt unter der Obhut einer alten Dame auf, von der auch seine Armreife stammen, welche er jedoch versehentlich tötete. Ebenso den Falken des Mädchens Leala, mit der er Freundschaft schließen wollte. Sein Leben als 'Schoßhund' hat ihm jedoch sehr viel Einfühlsamkeit gegeben, welche von Tsume, den er sehr bewundert, anfangs als Schwäche angesehen wird und macht ihn zum Ängstlichsten im Rudel.

Blue (ブルー)
- Blue war das Haustier der Yaidens. Nach der Zerstörung von Curious und dem Großteil ihrer Familie geht sie mit Quent auf die Jagd nach Wölfen. Sie kann sie aufspüren und erkennen, da sie selbst ein Halbwolf ist, was sie aber erst erkennt, als sie auf Cheza trifft. Nun kann auch Blue wie andere Wölfe eine menschliche Form annehmen und mit Menschen sprechen. Trotz der Kenntnis, dass sie ein halber Wolf ist, will sie das Wiedersehen mit Quent nicht aufgeben. Blue mag vor allem Hige sehr gern, was sie anfangs nicht zugeben will. Obwohl sie erst der Meinung ist, dass sie nicht nach dem Paradies suchen sollte, schließt sie sich dann doch dem Rudel an. Blue und Hige werde dann doch kein Paar, sie sterben, weil Darcia Blue in den Nacken gebissen hat. Außerdem ist sie der einzige weibliche Wolf im Rudel.

Cheza (チェザ)
- Sie ist das Blumenmädchen, ein Mädchen, das künstlich durch verlorenes naturwissenschaftliches und alchemistisches Wissen aus einer Lunar (Mond-)Blume erschaffen wurde. Sie hat eine besondere Bindung zu Wölfen und soll der Schlüssel sein, um das Paradies zu öffnen und die Wölfe dorthin zu leiten. Außerdem spürt sie eine besondere Verbindung zu Kiba. Sie fühlt sich angezogen von Wölfen, genauso wie diese sich von ihr angezogen fühlen. Cheza wird von ihren „Schöpfern“ gejagt, welche sie wieder im Labor haben möchten.

### Nebencharaktere
Cher Degre (シェール·ドゥグレ)
- Sie ist eine Wissenschaftlerin, die das Blumenmädchen erforschen will. Sie scheint fasziniert von Cheza und will sie sowie ihren Zweck verstehen.

Hubb Lebowski (ハブ·リボウスキー)
- Ein polizeilicher Fahnder und der Ex-Mann von Cher Degre. Er liebt sie immer noch sehr und versucht sie zu beschützen. Häufig fragt er witzelnd, ob er und sie noch eine Chance hätten.

Quent Yaiden (クエント·ヤイデン)
- Er ist der Ex-Sheriff der Stadt Curious. Er hat sein Leben der Jagd nach Wölfen gewidmet, die er für die Zerstörung seiner Stadt und den Tod seiner Familie verantwortlich macht. Sein einziges Anliegen scheint die Rache an den Wölfen und die Suche nach einem harten Drink zu sein. Obwohl er weiß, dass Blue, sein Haustier, selbst ein Halb-Wolf ist, tötet er sie nicht, weil sie ihn an seine Familie erinnert und sie die Einzige ist, die er noch hat.

Darcia (ダルシア)
- Dritte Generation der Darcias, einer ehemals stolzen, doch mittlerweile heruntergekommenen Adelsfamilie. Er entführt Cheza und versucht mit ihr seine Geliebte Harmona wieder zu beleben, die von der Paradieskrankheit erfasst wurde und nahezu tot erscheint. Er kann sich auch in einen Wolf verwandeln, da er das Auge eines Wolfes besitzt.

## Entstehung und Veröffentlichungen
Das Animationsstudio Bones produzierte eine 26-teilige Fernsehserie, die zwischen dem 6. Januar und dem 29. Juli 2003 auf dem japanischen Fernsehsender Fuji TV ausgestrahlt wurde.
Während der Ausstrahlung im japanischen Fernsehen sprang ein Sponsor  ab, deswegen handelt es sich bei den Folgen 15, 16, 17 und 18 um Zusammenschnitte der vorherigen Episoden, in Form von Rückblenden wird hier die Handlung jeweils aus den Augen eines Charakters zusammengefasst. Nachdem ein neuer Geldgeber gefunden war, wurde die Produktion der weiteren Folgen wieder aufgenommen. Nach der Fertigstellung der 26 Folgen hatte die Handlung jedoch nur ein temporäres Ende, welches ursprünglich so nicht geplant war. So wurden vier zusätzliche Episoden als OVA im Januar und Februar 2004 veröffentlicht, die die Geschichte komplettierten. Die Serie wurde in Deutschland von OVA Films auf acht DVDs veröffentlicht und umfasst insgesamt nun 30 Folgen.
2007 wurde die Serie auf dem Fernsehsender MTV zentral übertragen. Auf Animax wurden alle Folgen, inklusive der vier OVAs, am 2. Januar 2009 übertragen.
Seit dem 7. Februar 2014 strahlt der Free TV-Sender ProSieben Maxx die Serie wöchentlich im Freitagnachtprogramm aus.
Die Fernsehserie wurde unter anderem auch in den Vereinigten Staaten, Frankreich, Italien, Großbritannien, Spanien und Brasilien ausgestrahlt.

### Synchronisation
| Rolle         | Japanischer Sprecher (Seiyū) | Deutscher Sprecher   |
| ------------- | ---------------------------- | -------------------- |
| Kiba          | Mamoru Miyano                | Marius Clarén        |
| Tsume         | Kenta Miyake                 | David Nathan         |
| Hige          | Akio Suyama                  | Kim Hasper           |
| Toboe         | Hiroki Shimowada             | David Turba          |
| Blue          | Mayumi Asano                 | Debora Weigert       |
| Cheza         | Arisa Ogasawara              | Magdalena Turba      |
| Cher Degre    | Kaho Koda                    | Anke Reitzenstein    |
| Hubb Lebowski | Mitsuru Miyamoto             | Peter Flechtner      |
| Quent Yaiden  | Unshō Ishizuka               | Klaus-Dieter Klebsch |
| Darcia        | Takaya Kuroda                | Jörg Hengstler       |
| Jaguara       | Atsuko Tanaka                | Martina Treger       |

## Manga
Der Manga zu Wolf’s Rain wurde von Toshitsugu Iida gezeichnet und von Kōdansha im Magazine Z veröffentlicht. Es wurden zwei Bände veröffentlicht.
In Deutschland wurde die Manga-Serie vom Heyne Verlag veröffentlicht. Im Januar 2025 erschien bei Tokyopop eine einbändige Neuauflage der Reihe als Perfect Edition im Hardcoverformat.